# Gonioctena olivacea
Gonioctena olivacea är en skalbaggsart som först beskrevs av Forster 1771.  Gonioctena olivacea ingår i släktet Gonioctena, och familjen bladbaggar. Arten har ej påträffats i Sverige.

## Bildgalleri

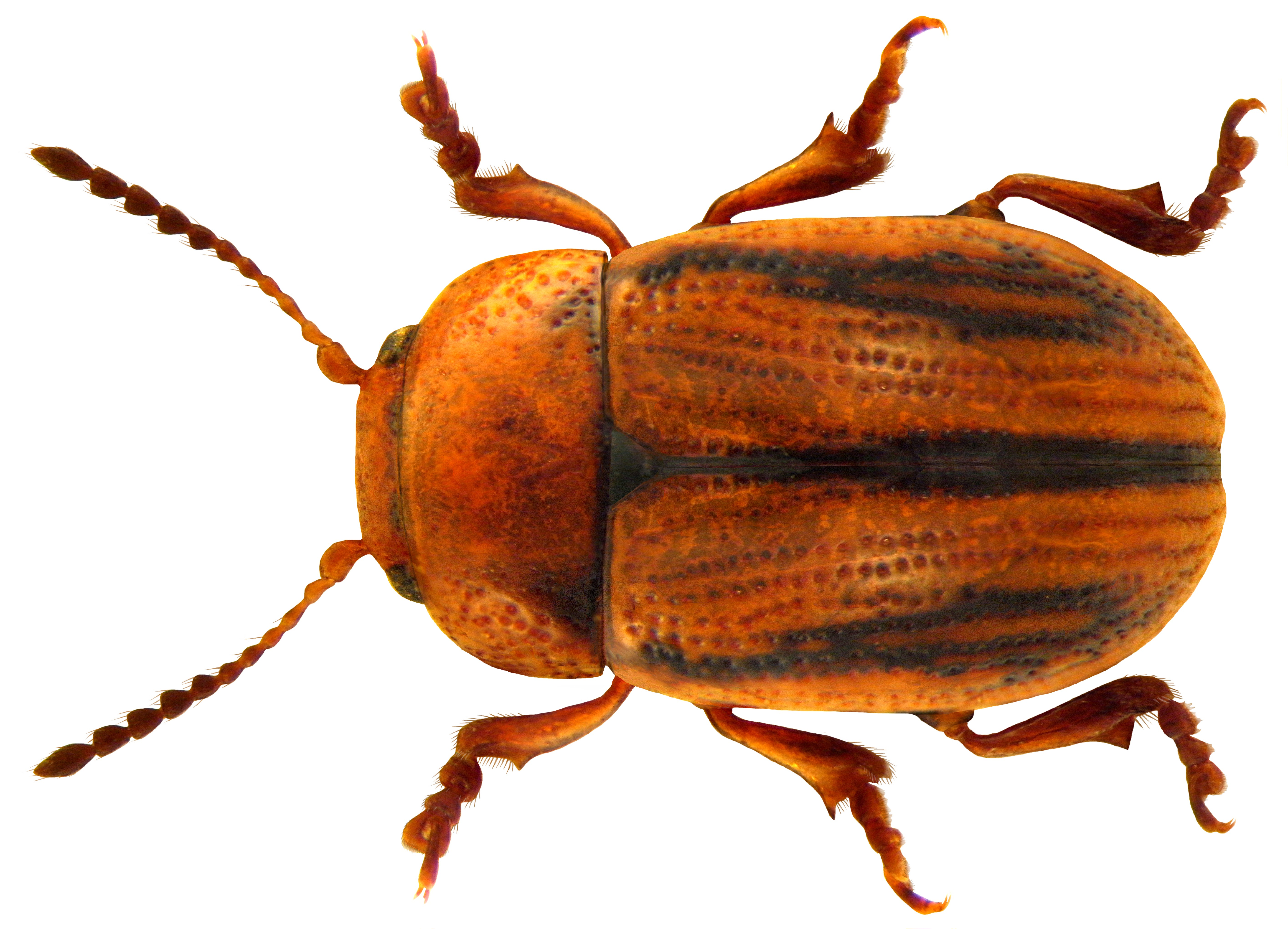